# Puchar Świata w Zapasach 2012 – styl wolny kobiet
Zawody Pucharu Świata w 2012 roku w stylu wolnym kobiet odbyły się w dniach 26–27 maja w Tokio w Japonii.

## Ostateczna kolejność drużynowa
|    | Państwo           |
| -- | ----------------- |
|    | Japonia           |
|    | Rosja             |
|    | Chiny             |
| 4. | Kanada            |
| 5. | Ukraina           |
| 6. | Mongolia          |
| 7. | Stany Zjednoczone |
| 8. | Azerbejdżan       |

## Wyniki

### Grupa A
| Grupa A              |
| -------------------- |
| 1. Japonia           |
| 2. Chiny             |
| 3. Ukraina           |
| 4. Stany Zjednoczone |

### Mecze
- Chiny –  Japonia 2-5
- Chiny –  Ukraina 6-1
- Chiny –  Stany Zjednoczone 6-1
- Japonia –  Ukraina 6-1
- Japonia –  Stany Zjednoczone 5-2
- Stany Zjednoczone –  Ukraina 3-4

### Grupa B
| Grupa B        |
| -------------- |
| 1. Rosja       |
| 2. Kanada      |
| 3. Mongolia    |
| 4. Azerbejdżan |

### Mecze
- Rosja –  Mongolia 5-2
- Rosja –  Kanada 6-1
- Rosja –  Azerbejdżan 5-2
- Kanada –  Mongolia 4-3
- Kanada –  Azerbejdżan 5-2
- Mongolia –  Azerbejdżan 5-2

### Finały
- 7-8  Stany Zjednoczone –  Azerbejdżan 5-2
- 5-6  Mongolia –  Ukraina 2-5
- 3-4  Chiny –  Kanada 5-2
- 1-2  Japonia –  Rosja 5-2

## Klasyfikacja indywidualna

### I-VIII
| Waga  |                         |                                |                                      | 4                                      | 5                                         | 6                               | 7                | 8                                          |
| ----- | ----------------------- | ------------------------------ | ------------------------------------ | -------------------------------------- | ----------------------------------------- | ------------------------------- | ---------------- | ------------------------------------------ |
| 48 kg | Hitomi Obara            | Li Hui                         | Angela Dorogan                       | Lubow Salnikowa                        | Clarissa Chun                             | Ołeksandra Kohut                | Carol Huynh      | Nadieżda Fiodorowa                         |
| 51 kg | Dawaasüchijn Otgonceceg | Yu Miyahara                    | Zhao Shasha                          | Alona Adaszynska                       | Alyssa Lampe                              | Jessica MacDonald Iryna Merłeni | ----             | Nigar Əhmədova                             |
| 55 kg | Tonya Verbeek           | Walerija Kobłowa Saori Yoshida | ----                                 | Kelsey Campbell Sündewijn Bjambceren   | ----                                      | Iryna Husiak                    | Yang Chen        | Marija Gurowa Kanako Murata Helen Maroulis |
| 59 kg | Li Hui                  | Michelle Fazzari Leigh Jaynes  | ----                                 | Jekatierina Mielnikowa Hanna Wasyłenko | ----                                      | Tungalagijn Mönchtujaa          | Kayoko Shimada   | Iryna Netreba                              |
| 63 kg | Kaori Ichō              | Jing Ruixue                    | Lubow Wołosowa                       | Hanna Bielajewa                        | Sorondzonboldyn Batceceg Julija Ostapczuk | ----                            | Elena Pirozhkova | Justine Bouchard                           |
| 67 kg | Xu Haiyan               | Gözəl Zutova                   | Oczirbatyn Nasanburmaa Alina Stadnik | ----                                   | Sara Doshō                                | Julija Proncewicz               | Yoshiko Inoue    | Stacie Anaka                               |
| 72 kg | Kateryna Burmistrowa    | Leah Callahan Adeline Gray     | ----                                 | Jekatierina Bukina                     | Natalja Worobjowa                         | Badrachyn Odonczimeg            | Wang Jiao        | Kyōko Hamaguchi                            |

### IX-XIII
| Waga  | 9                       | 10   | 11           | 12              | 13                    |
| ----- | ----------------------- | ---- | ------------ | --------------- | --------------------- |
| 48 kg | Erdensüchijn Narangerel | ---- | ----         | ----            | ----                  |
| 51 kg | ----                    | ---- | ----         | ----            | ----                  |
| 55 kg | ----                    | ---- | Sona Əhmədli | Jaryna Dubowśka | Nominerdene Batbaatar |
| 59 kg | Takako Saitō            | ---- | ----         | ----            | ----                  |
| 63 kg | Anastasija Bratczikowa  | ---- | ----         | ----            | ----                  |
| 67 kg | Jennifer Page           | ---- | ----         | ----            | ----                  |
| 72 kg | Natalija Pałamarczuk    | ---- | ----         | ----            | ----                  |